# نهر سان خوان (نهر كولورادو)
نهر سان خوان هو من أكبر الروافد لنهر كولورادو في جنوب غرب الولايات المتحدة، ويمتد النهر على مسافة 616 كم (383 ميل). النهر يشغل مساحة قدرها 64.000 كم2 (24.600 ميل2) في جنوب غرب كولورادو زشكال غرب المكسيك وجنوب شرق ولاية يوتا وجزء صغير من شمال شرق ولاية أريزونا. متوسط تدفق نهر سان خوان يشكل حوالي 2.200 قدم مكعب في الثانية الواحدة في 10 سبتمبر 1927. يلتقي نهر سان خوان بنهر كولورادو في بحيرة باول لتشكل بذلك خزان مياه عظيم.

## الموقع
نهر سان خوان يصدر من جنوب غرب كولورادو، من على المنحدرات الجنوبية لجبال سان خوان، وإلى الغرب من التقسيم القاري. ويتدفق النهر عبر الجنوب الغربي لولاية مكسيكو، ثم الغرب من نيو مكسيكو ومن ثم إلى الشمال الغربي من نيو مكسيكو، ويمر على مسافة قصيرة من الركن الجنوبي الغربي من ولاية كولورادو وثم يستمر في مساره في الإتجاه الشمالي الغربي لولاية يوتا. ويعتبر نهر أنيماس أحد أكبر الروافد لنهر سان خوان، يليه نهر بيدرا ونهر لوس أنجلوس.

## الصيد
بشكل عام يوفر نهر سان خوان بيئة صيد مناسبة في الجو الحار، ويكثر في مياهه سمك السلمون المرقط الشهيرة في أمريكا الشمالية. وتعتبر مياه نهر سان خوان غنية بالمواد الغذائية، فسطح النهر يبدو حاراً ولكن أسفل مياهه واضحة البرودة.